# Jašreš
Jašreš (hebrejsky יַשְׁרֵשׁ, v oficiálním přepisu do angličtiny Yashresh) je vesnice typu mošav v Izraeli, v Centrálním distriktu, v Oblastní radě Gezer.

## Geografie
Leží v nadmořské výšce 81 metrů v hustě osídlené a zemědělsky intenzivně využívané pobřežní nížině, na jihovýchodním okraji aglomerace Tel Avivu.
Obec se nachází 14 kilometrů od břehu Středozemního moře, cca 19 kilometrů jihovýchodně od centra Tel Avivu, cca 40 kilometrů severozápadně od historického jádra Jeruzalému a 1 kilometry od jihozápadního okraje města Ramla. Jašreš obývají Židé, přičemž osídlení v tomto regionu je etnicky převážně židovské. Pouze ve městech Lod a Ramla severovýchodně odtud žije cca dvacetiprocentní menšina izraelských Arabů. Necelý kilometr severně od vesnice se rozkládá arabská čtvrť Ramly nazývaná Džavariš.
Jašreš je na dopravní síť napojen pomocí silnice dálničního typu číslo 431, která byla dokončena počátkem 21. století a míjí vesnici na severní straně. Ta východně od mošavu ústí do dálnice číslo 40.

## Dějiny
Jašreš byl založen v roce 1950. Jeho zakladateli byla skupina Židů z Maroka. Plocha mošavu dosahuje cca 500 dunamů (0,5 kilometru čtverečního). Původně šlo o převážně zemědělskou osadu. V současnosti již význam zemědělství ustupuje. Místní ekonomika je založena na podnikání a službách.
Jméno obce je odvozeno od biblického citátu z knihy Izajáš 27,6: „Přijdou dny, kdy Jákob zapustí kořeny, kdy bude pučet a rozkvete Izrael a naplní tvář světa svými plody“

## Demografie
Podle údajů z roku 2014 tvořili naprostou většinu obyvatel v Jašreš Židé (včetně statistické kategorie "ostatní", která zahrnuje nearabské obyvatele židovského původu ale bez formální příslušnosti k židovskému náboženství).
Jde o menší obec vesnického typu s dlouhodobě rostoucí populací. K 31. prosinci 2014 zde žilo 916 lidí. Během roku 2014 populace stoupla o 2,8 %.
| Rok            | 1961 | 1972 | 1983 | 1995 | 2001 | 2003 | 2004 | 2005 | 2006 | 2007 | 2008 | 2009 | 2010 | 2011 | 2012 | 2013 | 2014 |
| -------------- | ---- | ---- | ---- | ---- | ---- | ---- | ---- | ---- | ---- | ---- | ---- | ---- | ---- | ---- | ---- | ---- | ---- |
| Počet obyvatel | 449  | 436  | 362  | 468  | 641  | 661  | 692  | 731  | 770  | 804  | 839  | 837  | 845  | 849  | 868  | 891  | 916  |